# Liste de conflits armés en Europe
Ceci est une liste de conflits armés en Europe en ordre chronologique, comprenant les guerres entre nations européennes, les guerres civiles au sein des nations européennes, les guerres entre une nation européenne et une nation non-européenne dont le champ de bataille est situé en Europe, les invasions des nations européennes et les révoltes ou insurrections au sein des nations européennes.

## Avant Jésus-Christ
- 743-724 av. J.-C. Première guerre de Messénie
- 710-650 av. J.-C. Guerre lélantine
- 669-668 av. J.-C. Bataille d'Hysiai
- v. 660-650 av. J.-C. Deuxième guerre de Messénie
- 600-265 av. J.-C. Guerres siciliennes
- 540 av. J.-C. Bataille d'Alalia
- 499-493 av. J.-C. Révolte de l'Ionie
- 492-490 av. J.-C. Première guerre médique
- 480-479 av. J.-C. Seconde guerre médique
- 464-454 av. J.-C. Troisième guerre de Messénie
- 431-404 av. J.-C. Première guerre du Péloponnèse
- 440-439 av. J.-C. Révolte de Samos
- 393-387 av. J.-C. Guerre de Corinthe
- 357-355 av. J.-C. Guerre sociale
- 323-322 av. J.-C. Guerre lamiaque
- 280-275 av. J.-C. Guerre de Pyrrhus en Italie
- 267-261 av. J.-C. Guerre chrémonidéenne
- 264-241 av. J.-C. Première guerre punique
- 229-219 av. J.-C. Guerres d'Illyrie
- 218-201 av. J.-C. Deuxième guerre punique
- 214-148 av. J.-C. Guerres de Macédoine
- 205-200 av. J.-C. Première Guerre crétoise
- 113-101 av. J.-C. Guerre des Cimbres
- 91-88 av. J.-C. Guerre sociale de Rome
- 88-87 av. J.-C. Première guerre civile entre Marius et Sylla
- 83-72 av. J.-C. Guerre sertorienne
- 82-81 av. J.-C. Seconde guerre civile entre Marius et Sylla
- 55-54 av. J.-C. Expédition de Jules César en Bretagne
- 58-51 av. J.-C. Conquête de la Gaule
- 49-45 av. J.-C. Guerre civile entre César et Pompée
- 44-36 av. J.-C. Révolte sicilienne
- 43-42 av. J.-C. Guerre civile des Libérateurs
- 41-40 av. J.-C. Guerre de Pérouse
- 32-30 av. J.-C. Dernière Guerre civile de la République romaine

## IerauXesiècle

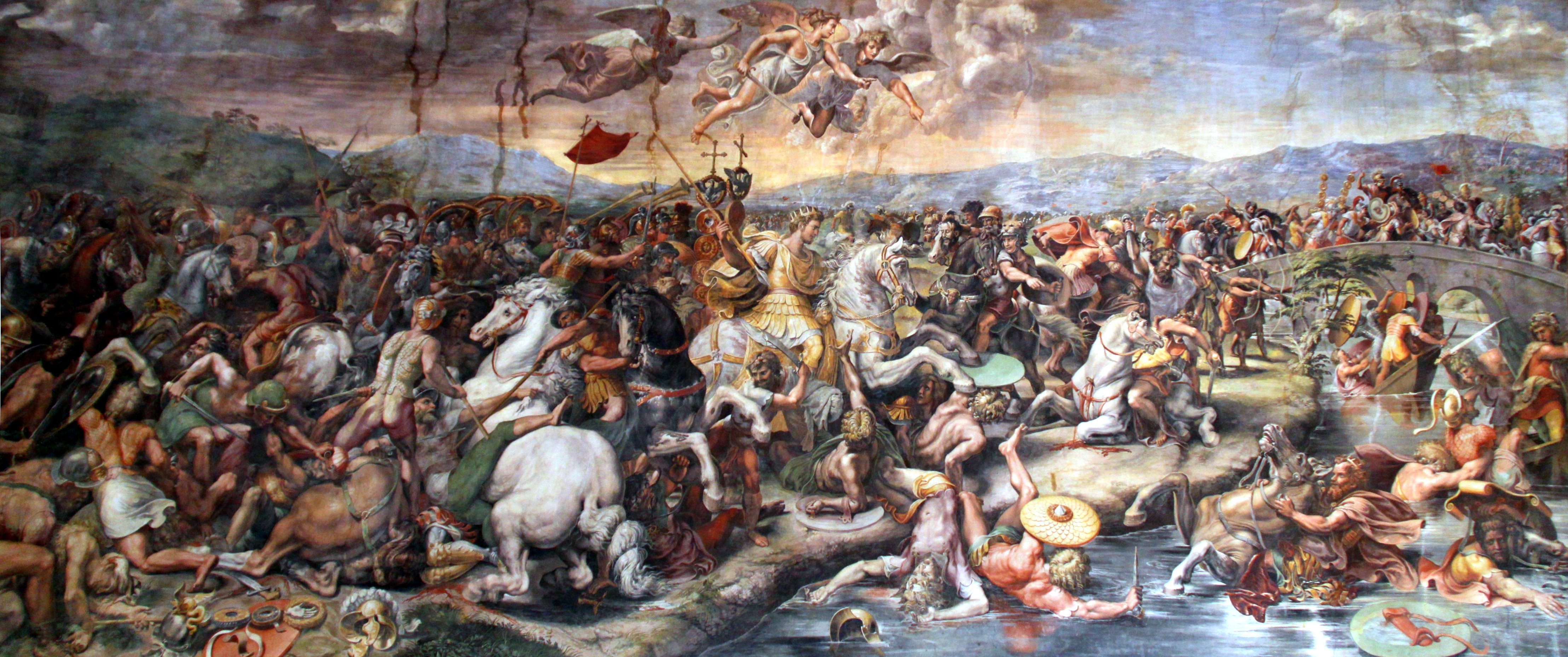
Bataille du pont Milvius, 312

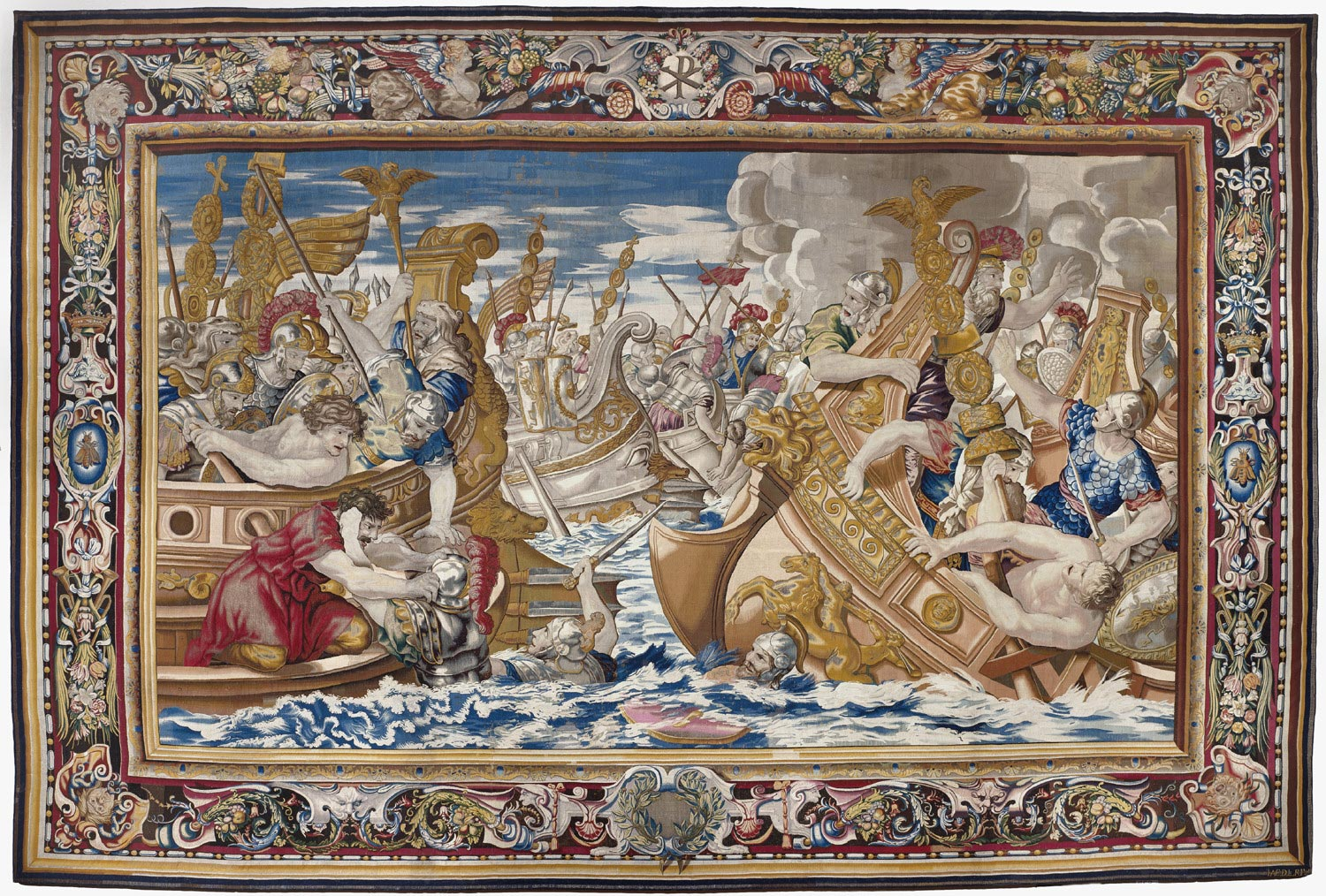
Bataille de l'Hellespont, 324

- 49-96 Conquête romaine de la Grande-Bretagne
- 51 Guerre ibéro-arménienne (en)
- 69-70 Révolte de 69-70
- 208-210 Invasion romaine de la Calédonie (en)
- 284-285 Guerre civile romaine
- 350-351 Guerre civile romaine (en)
- 367-368 Grande conspiration
- 376-382 Guerre Gothique
- 394 Bataille de la rivière froide
- 535-554 Guerre des Goths
- 541-562 lazique
- 568-613 Faide royale
- VIIe siècle-1358 Guerres vénéto-croates
- 711-732 Conquête musulmane de la péninsule Ibérique
- 715-719 Guerre civile des Francs
- 718-1492 Reconquista
- 772-804 Guerres saxonnes
- 800/862-973 Invasions hongroises de l'Europe (en)
- 839-1330 Guerres bulgaro-serbes (en)
- 854-1000 Guerres bulgaro-croates
- 865-878 Invasion de la grande armée
- 982 Bataille du cap Colonne
- 997-1445 Guerres novgorodo-suédoises

## XIesiècle

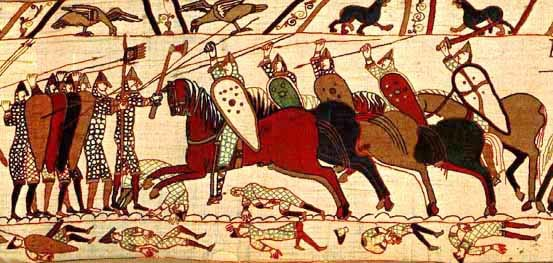
Bataille d'Hastings, 1066

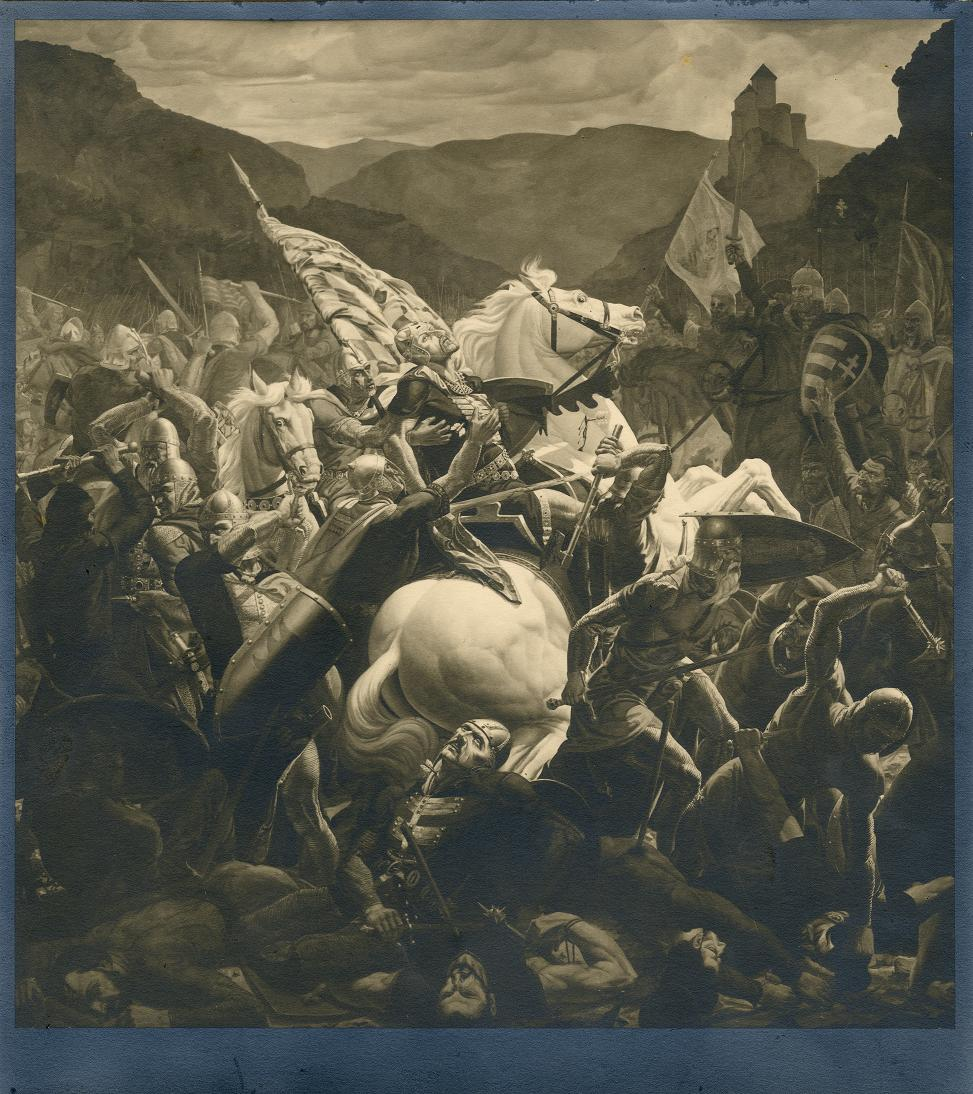
, 1097

- 1002-1018 Guerre germano-polonaise
- 1014-1208 Guerres byzantino-géorgiennes
- 1015-1016 Expéditions pisano-génoises en Sardaigne (en)
- 1015-1016 Conquête danoise de l'Angleterre
- 1018 Bataille de Vlaardingen
- 1024 Guerre entre Rus' et Byzantins
- 1043 Guerre entre Rus' et Byzantins
- 1044 Bataille de Ménfő
- 1050-1185 Guerres byzantino-normandes
- 1066-1088 Conquête normande de l'Angleterre
- 1067-1194 Invasion normande du pays de Galles
- 1073-1075 Révolte des Saxons
- 1075 Révolte des comtes
- 1077-1088 Grande Révolte saxonne (en)
- 1078 Bataille de Kalavrya
- 1088 Rébellion de 1088
- 1099-1204 Croisade géorgienne

## XIIesiècle
- 1109 Bataille de Głogów (en)
- 1115 Bataille de Welfesholz
- 1121 Bataille de Didgori
- 1126 Bataille de Chlumec

Monument en mémoire de la bataille de Didgori (1121) en Géorgie

- 1130-1240 Ère des guerres civiles en Norvège (en)
- 1135-54 Guerre civile anglaise
- 1142-1445 Guerres novgorodo-suédoises
- 1144-1162 Guerres baussenques
- 1164 Bataille de Verchen (en)
- 1169-1175 Invasion normande de l'Irlande
- 1173-1174 Révolte de 1173-1174
- 1185-1204 Soulèvement d'Asen et Pierre (en)
- 1198 Bataille de Gisors

## XIIIesiècle

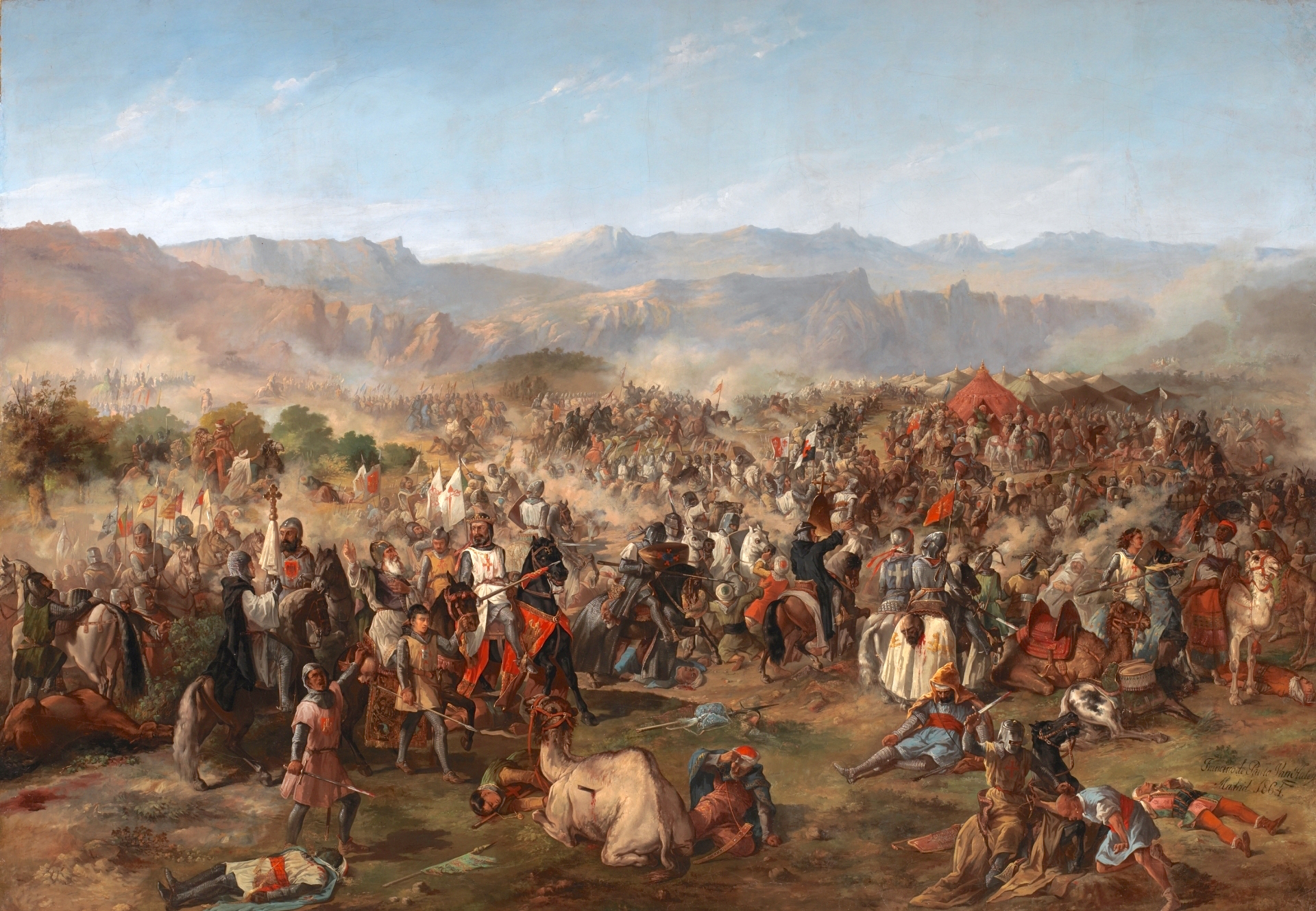
Bataille de Las Navas de Tolosa, 1212

- 1201 Bataille de Stellau (en)
- 1202 Siège de Zadar
- 1202-1214 Guerre anglo-française
- 1205 Bataille de Zawichost
- 1209-1229 Croisade des Albigeois
- 1211 Soulèvement gallois (en)
- 1215-1217 Première Guerre des barons
- 1216-1222 Guerre de Succession de Champagne
- 1220-1264 Âge des Sturlungar
- 1223-1241 Invasion mongole de l'Europe
- 1223-1480 Joug tatar
- 1224 Siège de La Rochelle
- 1227 Bataille de Bornhöved
- 1231-1233 Guerre entre les Frisons et Drenthe (en)
- 1234-1238 Invasion mongole en Géorgie
- 1242 Guerre de Saintonge
- 1256-1258 Guerre de succession de Négrepont
- 1256-1381 Guerres vénéto-génoises (en)
- 1260 Bataille de Kressenbrunn
- 1262-1266 Guerre écosso-norvégienne
- 1264-1267 Seconde Guerre des barons
- 1265 Bataille d'Isaszeg (en)
- 1277-1280 Soulèvement d'Ivaïlo (en)
- 1278 Bataille de Marchfeld
- 1283-1289 Guerre de Succession du Limbourg
- 1296-1357 Guerres d'indépendance de l'Écosse
- 1297-1305 Guerre de Flandre
- 1298 Bataille de Göllheim

## XIVesiècle

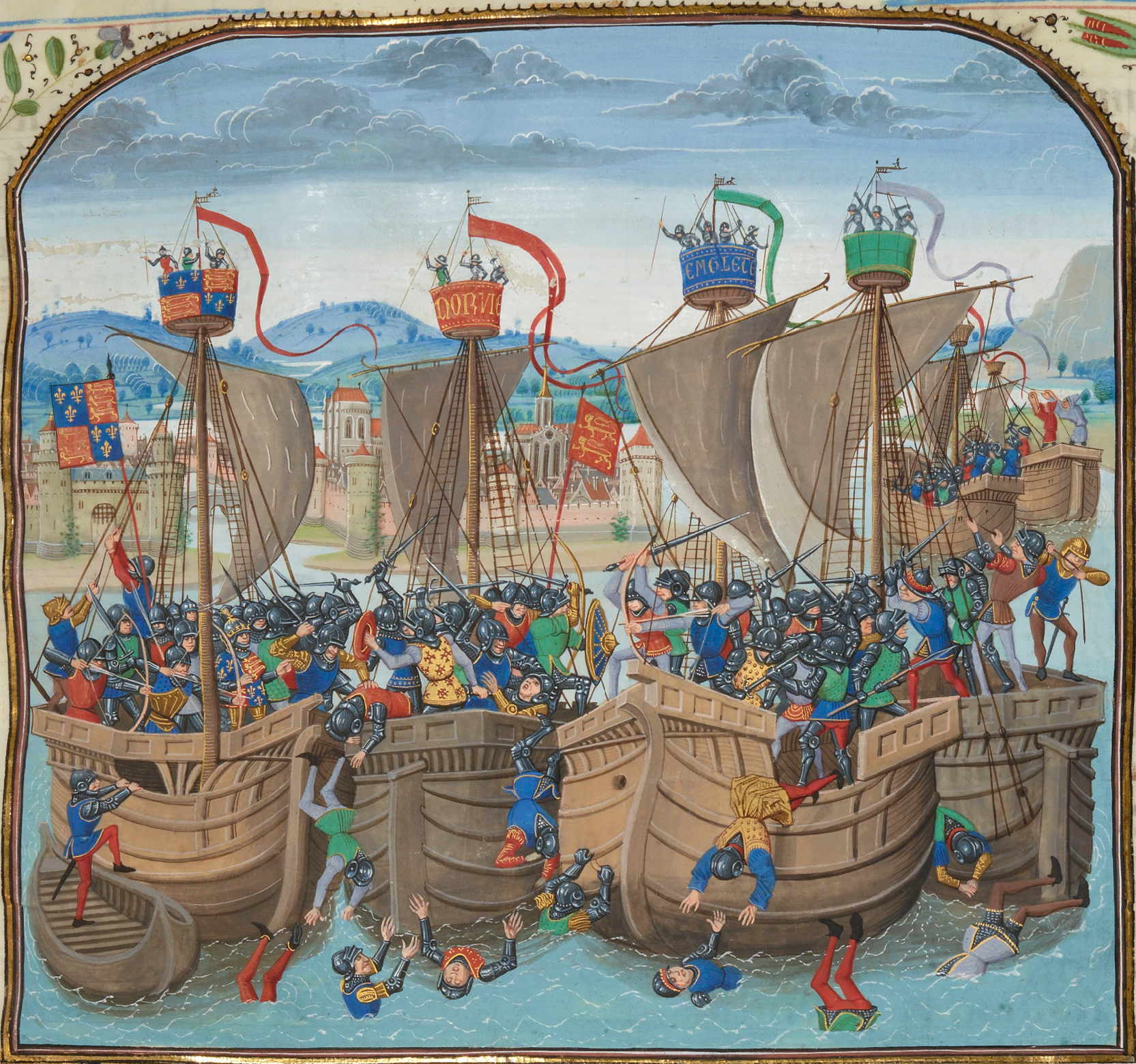
Bataille de l'Écluse, 1340

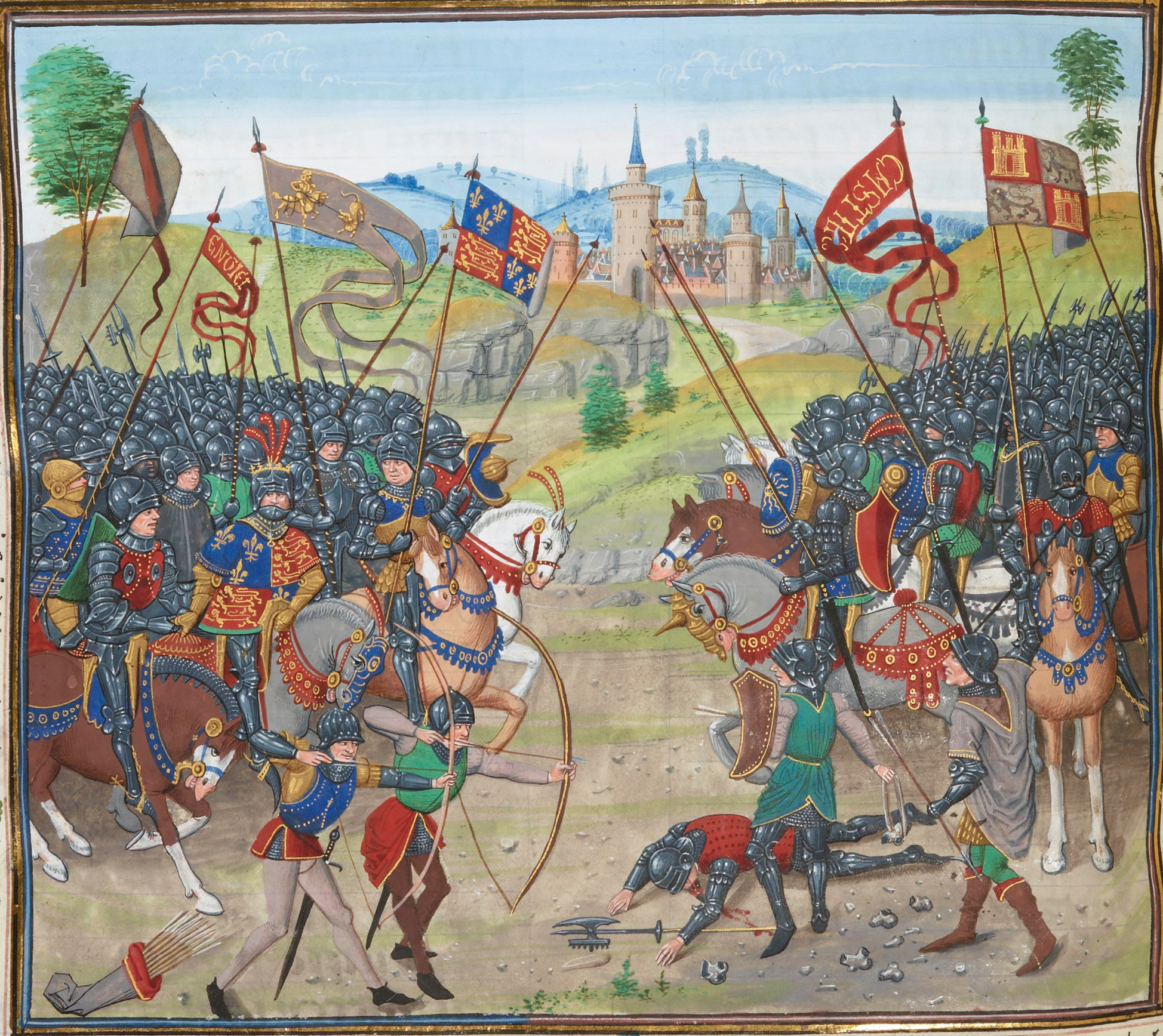
Bataille de Nájera, 1367

- 1302 Bataille des éperons d'or
- 1307 Bataille de Lucka
- 1311-1312 Rébellion du maire Albert (en)
- 1312 Bataille de Rozgony
- 1321-1328 Guerre civile byzantine de 1321-1328 (en)
- 1323-1328 Révolte paysanne en Flandre
- 1324 Guerre de Saint-Sardos
- 1326-1332 Guerre polono-teutonique
- 1337-1453 Guerre de Cent Ans
- 1340-1392 Guerres de Galicie-Volhynie (en)
- 1340-1396 Guerres bulgaro-ottomanes (en)
- 1341-1347 Deuxième guerre civile de Byzance
- 1341-1364 Guerre de Succession de Bretagne
- 1347-1352 Campagnes napolitaines de Louis le Grand (en)
- 1351-1369 Première guerre civile de Castille
- 1356-1358 Grande Jacquerie
- 1356-1375 Guerre des Deux Pierre
- 1362-1457 Guerres de bandes
- 1366-1526 Guerre hongro-ottomane
- 1369-1382 Guerres fernandines
- 1371-1379 Guerre de Succession de Gueldre
- 1371-1381 Guerre de Chioggia
- 1373-1379 Guerre civile byzantinne de 1373–1379 (en)
- 1375-1378 Guerre des Huit Saints
- 1381 Révolte des paysans
- 1381-1384 Guerre civile lituanienne (en)
- 1382 Révolte de la Harelle
- 1389 Bataille de Kosovo Polje
- 1389-1392 Guerre civile lituanienne (en)
- 1395 Bataille de Nicopolis

## XVesiècle
- 1400-1415 Révolte des Gallois

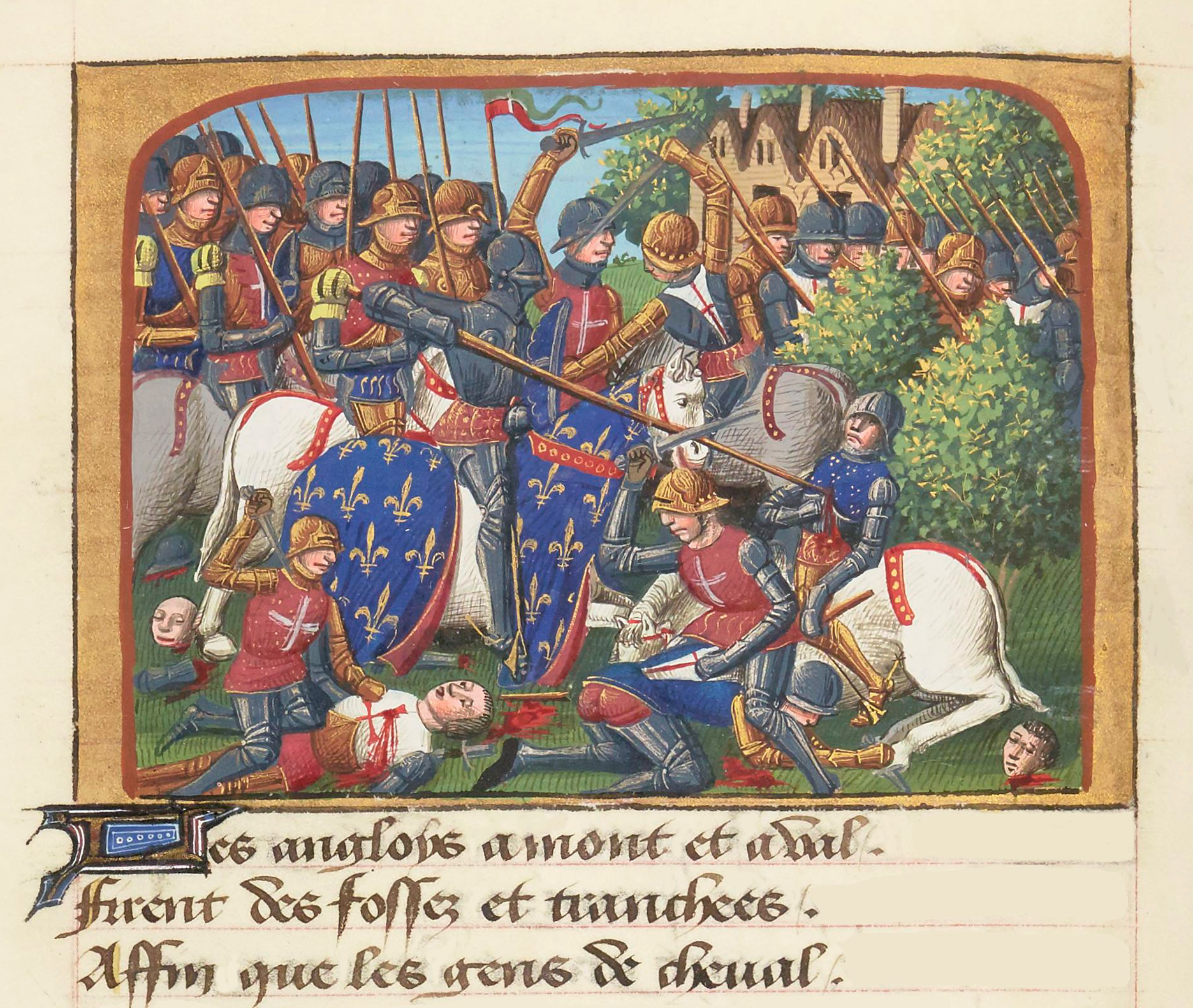
Bataille de Formigny, 1450

- 1407-1435 Guerre civile entre Armagnacs et Bourguignons
- 1409-1411 Guerre du royaume de Pologne-Lituanie contre l'ordre Teutonique
- 1414 Guerre de la faim (en)
- 1420-1434 Croisades contre les hussites
- 1422 Bataille d'Arbedo
- 1425-1428 Insurrection maltaise
- 1425-1454 Guerres de Lombardie
- 1431-1435 Guerre polono-teutonique
- 1434-1436 Révolte d'Engelbrekt
- 1437 Révolte de Bobâlna
- 1440-1446 Ancienne guerre de Zurich
- 1443-1444 Croisade de Varna
- 1445 Première bataille d'Olmedo
- 1451-1455 Guerre civile de Navarre
- 1454-1466 Guerre de Treize Ans
- 1455-1485 Guerre des Deux-Roses
- 1462-1472 Guerre civile catalane
- 1463-1479 Guerre vénéto-ottomane
- 1465 Bataille de Montlhéry
- 1465-1468 Guerres de Liège
- 1466-1469 Gran Guerra Irmandiña
- 1470-1471 Guerre dano-suédoise
- 1470-1474 Guerre anglo-hanséatique
- 1475-1479 Guerre de Succession de Castille
- 1478 Bataille de Giornico
- 1479 Bataille de Guinegatte
- 1482-1484 Guerre de Ferrare
- 1485-1488 Guerre folle
- 1487 Bataille de Crevola
- 1493 Bataille de Corbavie
- 1494-1498 Première guerre d'Italie
- 1495-1497 Guerre russo-suédoise
- 1497 Bataille de Rotebro (en)
- 1499 Guerre de Souabe
- 1499-1500 Deuxième guerre d'Italie

## XVIesiècle
- 1500-1854 Lekianoba

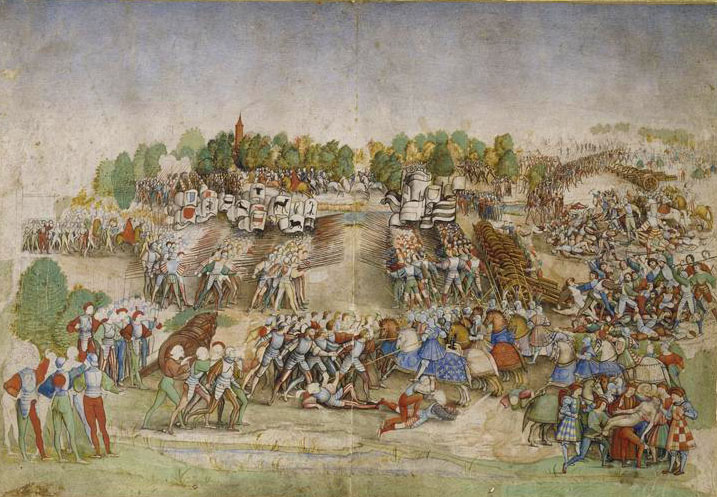
Bataille de Marignan, 1515

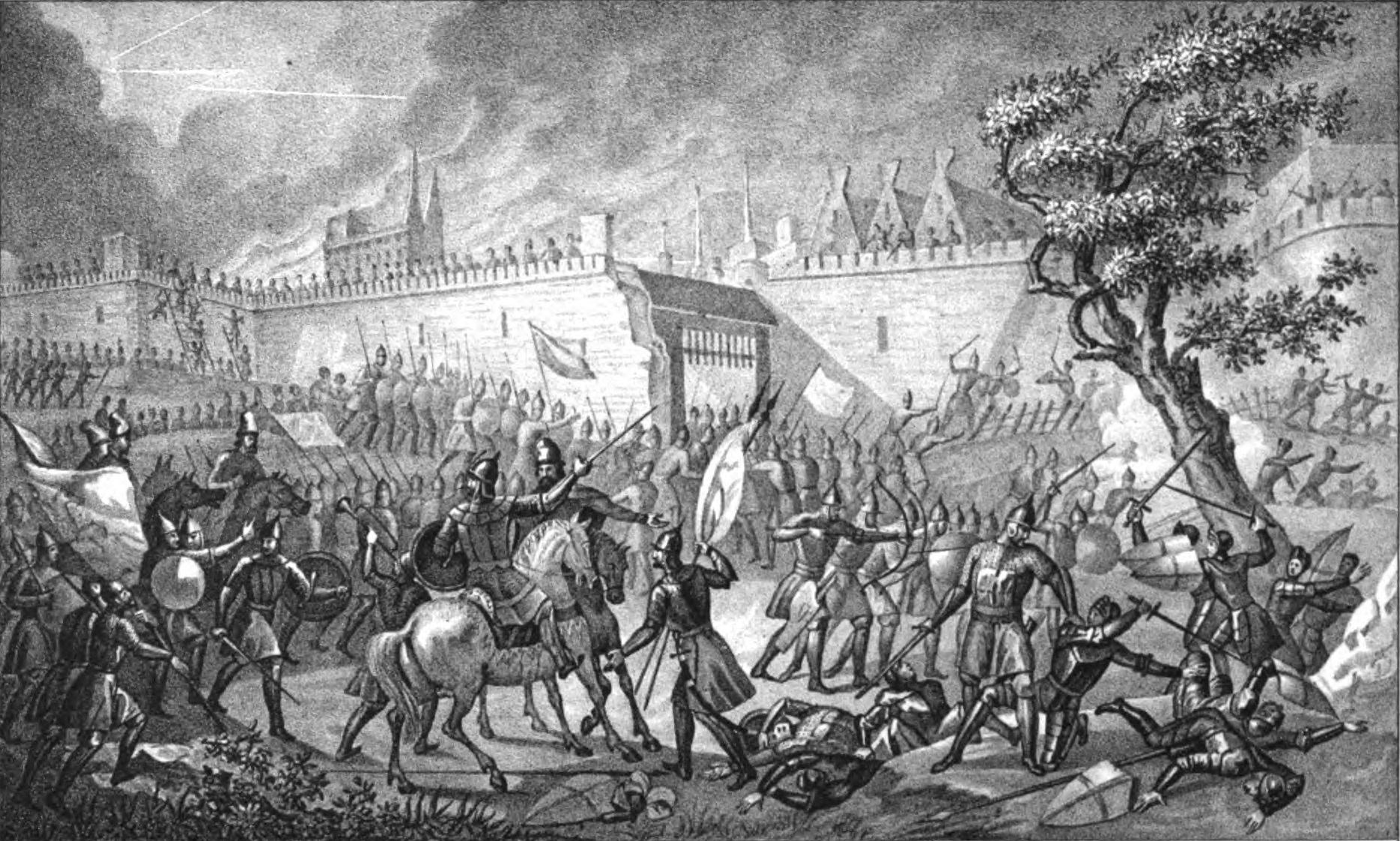
Siège de Narva, 1558

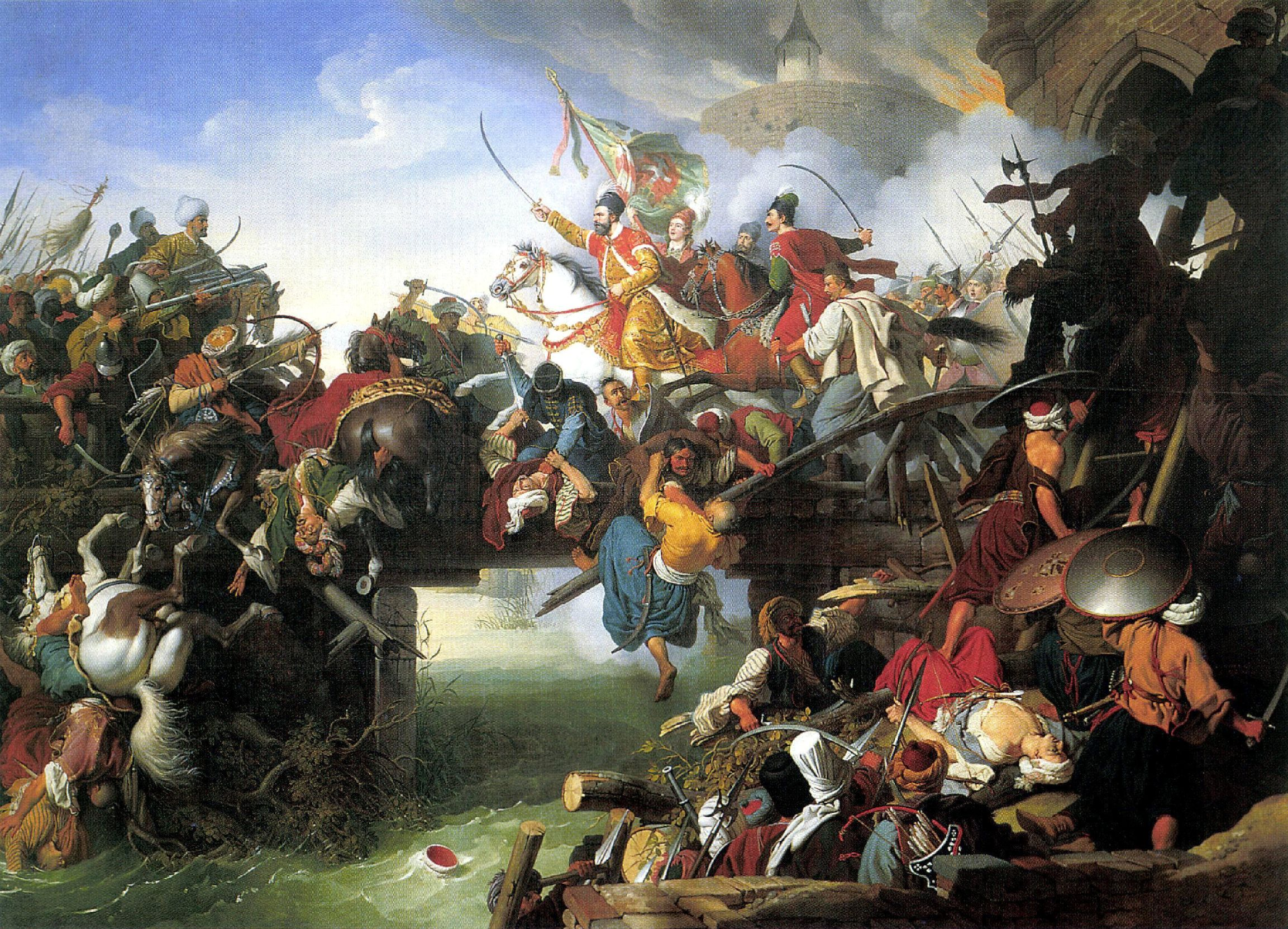
Siège de Szigetvár, 1566

Massacre de la Saint-Barthélemy, 1572

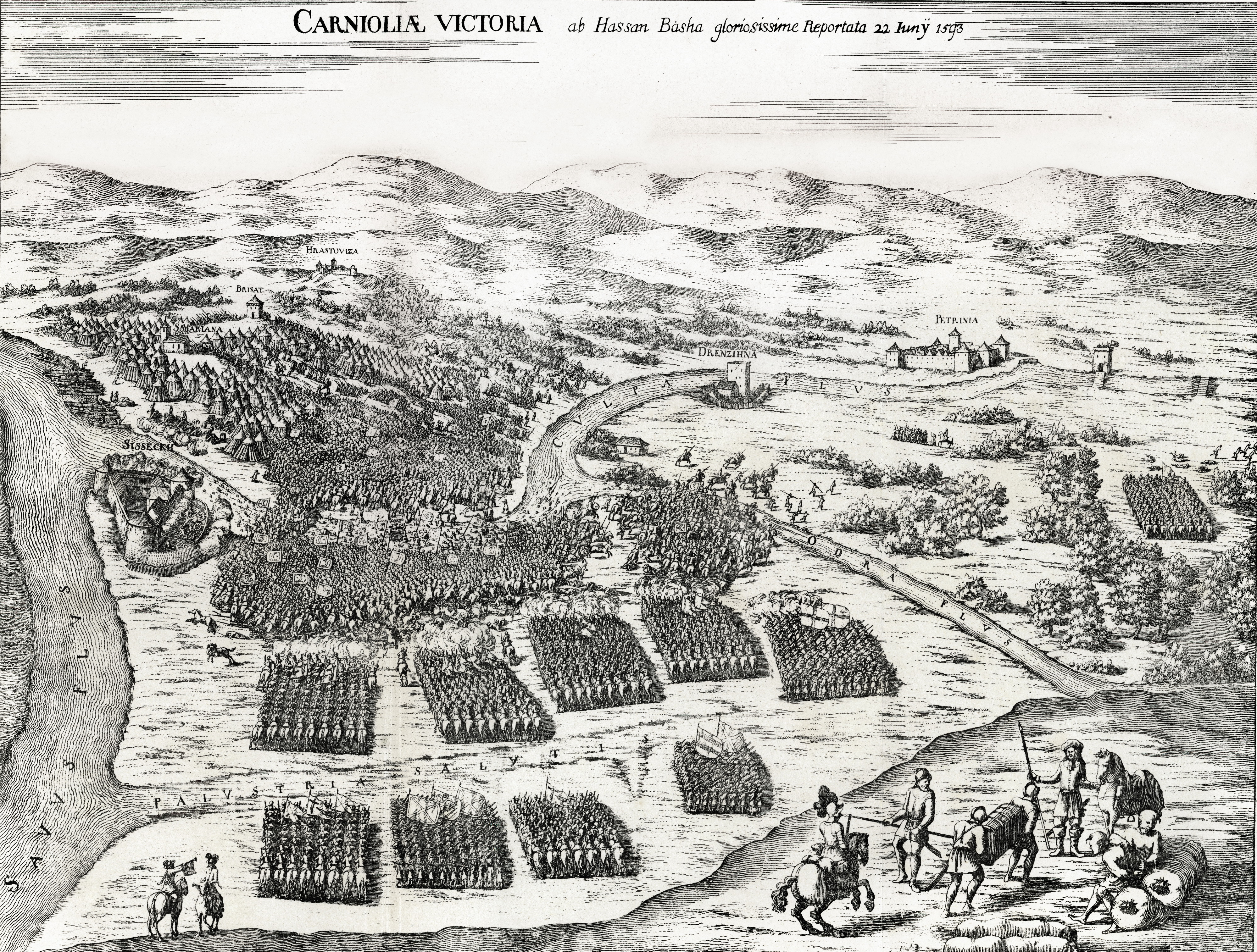
, 1593

- 1501-1504 Troisième guerre d'Italie
- 1503-1505 Guerre de succession de Landshut
- 1508-1516 Guerre de la Ligue de Cambrai
- 1514 Révolte de György Dózsa
- 1515 Révolte paysanne slovène (en)
- 1519-1521 Guerre polono-teutonique
- 1520-1521 Guerre des Communautés de Castille
- 1521-1523 Germanías
- 1521-1523 Guerre suédoise de libération
- 1522-1523 Révolte des Chevaliers (en)
- 1524-1525 Guerre des Paysans allemands
- 1529-1531 Guerres de Kappel
- 1534-1535 Révolte de Münster
- 1543-1550 Rough Wooing
- 1546-1547 Guerre de Schmalkalden
- 1549 Rébellion de Kett
- 1549 Révolte du livre de la prière commune
- 1552-1555 Seconde guerre des Margraves
- 1554 Rébellion de Wyatt
- 1554-1557 Guerre russo-suédoise
- 1558-1583 Guerre de Livonie
  - 1577-1582 Campagne livonienne d'Étienne Báthory
- 1560 Siège de Leith (en)
- 1562-1598 Guerres de religion en France
  - 1562-1563 Première guerre de religion
  - 1567-1568 Deuxième guerre de religion
  - 1568-1570 Troisième guerre de religion
  - 1572-1573 Quatrième guerre de religion
  - 1575-1576 Cinquième guerre de religion
  - 1576-1577 Sixième guerre de religion
  - 1580 Septième guerre de religion
  - 1585-1598 Huitième guerre de religion
- 1563-1570 Guerre nordique de sept ans
- 1566 Siège de Szigetvár
- 1568-1570 Révolte des Alpujarras
- 1568-1648 Guerre de Quatre-Vingts Ans
- 1569-1570 Soulèvement du Nord
- 1569-1573 Rébellions des Geraldines du Desmond
- 1573 Révolte de Matija Gubec (en)
- 1580-1583 Guerre de Succession du Portugal
- 1583-1588 Guerre de Cologne
- 1585-1604 Guerre anglo-espagnole
- 1587-1588 Guerre de Succession de Pologne
- 1590-1595 Guerre russo-suédoise
- 1593-1606 Longue Guerre
- 1593-1617 Guerre des magnats moldaves
- 1594-1603 Guerre de neuf ans en Irlande
- 1598-1599 Guerre contre Sigismond

## XVIIesiècle
- 1602 L'Escalade
- 1605-1618 Guerre polono-russe

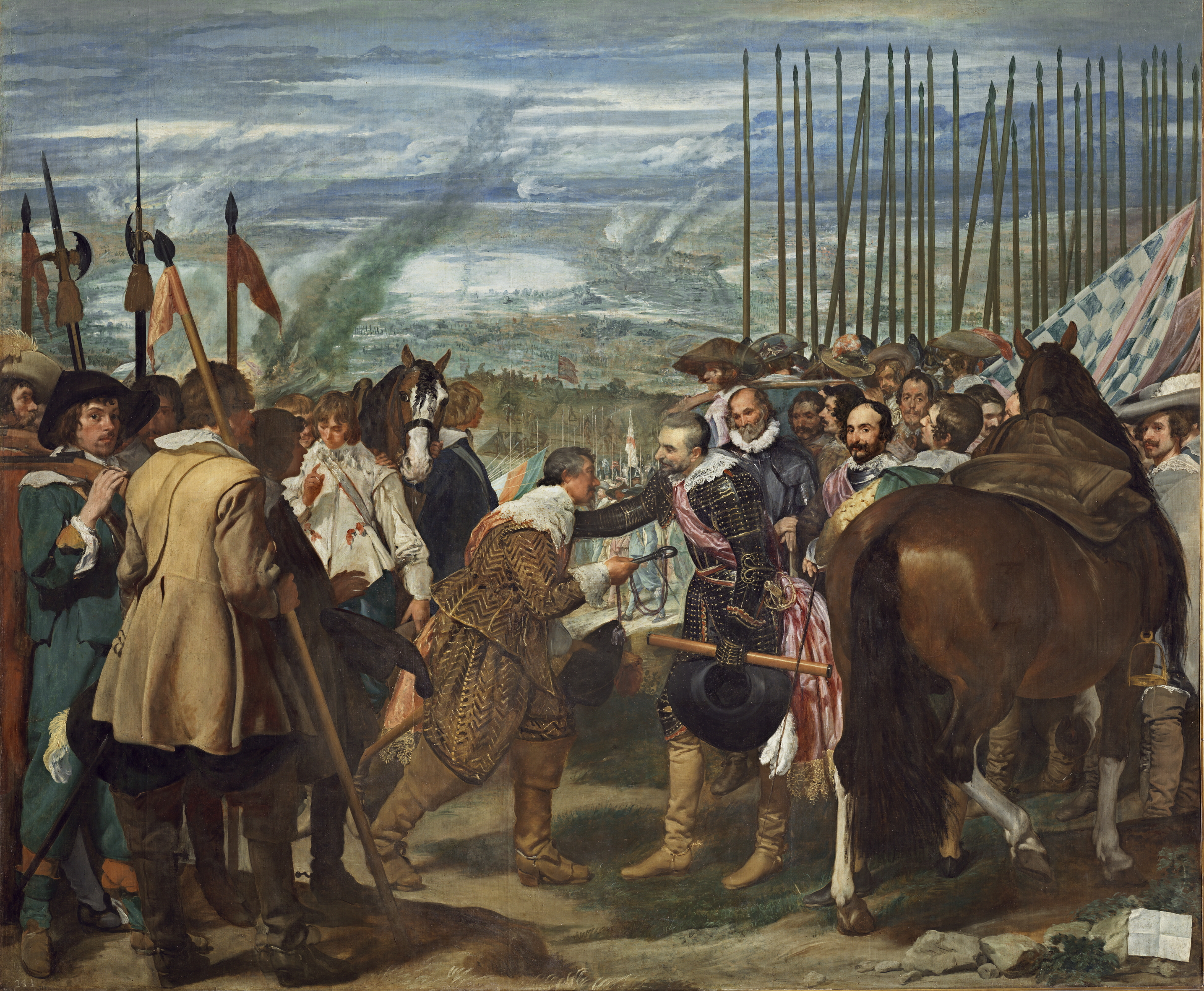
Siège de Bréda, 1624

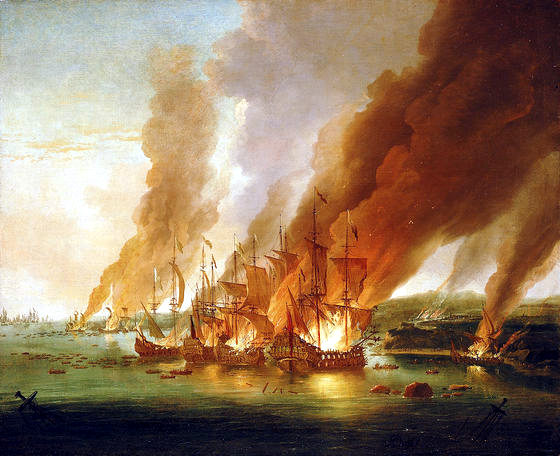
Bataille de La Hougue, 1692

- 1606-1608 Rébellion de Zebrzydowski
- 1610-1617 Guerre d'Ingrie
- 1611-1613 guerre de Kalmar
- 1615-1618 Guerre de Gradisca
- 1618-1648 Guerre de Trente Ans
- 1618-1639 Troubles des Grisons (en)
- 1620-1621 Guerre polono-turque
- 1621-1629 Rébellions huguenotes
- 1621-1629 Guerre suédo-polonaise
- 1627-1629 Guerre franco-anglaise
- 1628-1631 Guerre de Succession de Mantoue
- 1632-1634 Guerre de Smolensk
- 1639-1653 guerres des Trois Royaumes
- 1642-1651 Guerre civile anglaise
  - 1642-1645 Première guerre civile anglaise
  - 1648-1649 Deuxième guerre civile anglaise
  - 1649-1651 Troisième guerre civile anglaise
- 1640-1668 Guerre de Restauration
- 1648-1657 Soulèvement de Khmelnytsky
- 1649-1653 Conquête cromwellienne de l'Irlande
- 1651-1986 Guerre de Trois cent trente-cinq Ans
- 1652-1674 Guerres anglo-néerlandaises
  - 1652-1654 Première guerre anglo-néerlandaise
  - 1665-1667 Deuxième guerre anglo-néerlandaise
  - 1672-1674 Troisième guerre anglo-néerlandaise
  - 1780-1784 Quatrième guerre anglo-néerlandaise
- 1653 Guerre des paysans suisse
- 1654-1660 Guerre anglo-espagnole
- 1654-1667 Guerre Russo-polonaise
- 1655-1660 Première guerre du Nord
- 1656 Batailles de Villmergen
- 1658-1660 Guerre dano-suédoise
- 1663-1664 Guerres austro-turques
- 1667-1668 Guerre de Dévolution
- 1672-1678 Guerre de Hollande
- 1675-1679 Guerre de Scanie
- 1683-1684 Guerre des Réunions
- 1683-1699 Grande guerre turque
- 1685 Rébellion de Monmouth
- 1688-1697 Guerre de Neuf Ans

## XVIIIesiècle
- 1700-1721 Grande Guerre du Nord

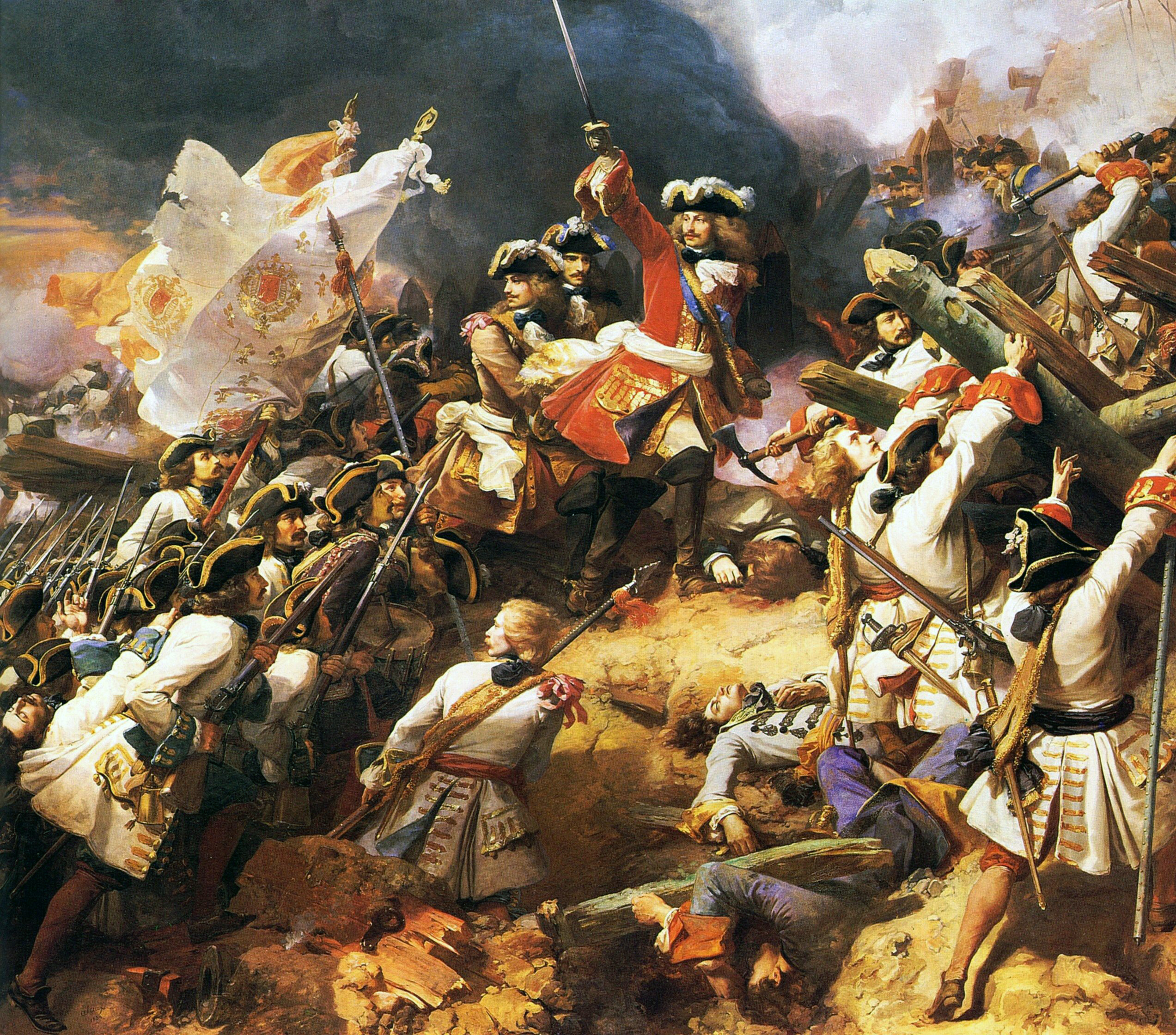
Bataille de Denain, 1712

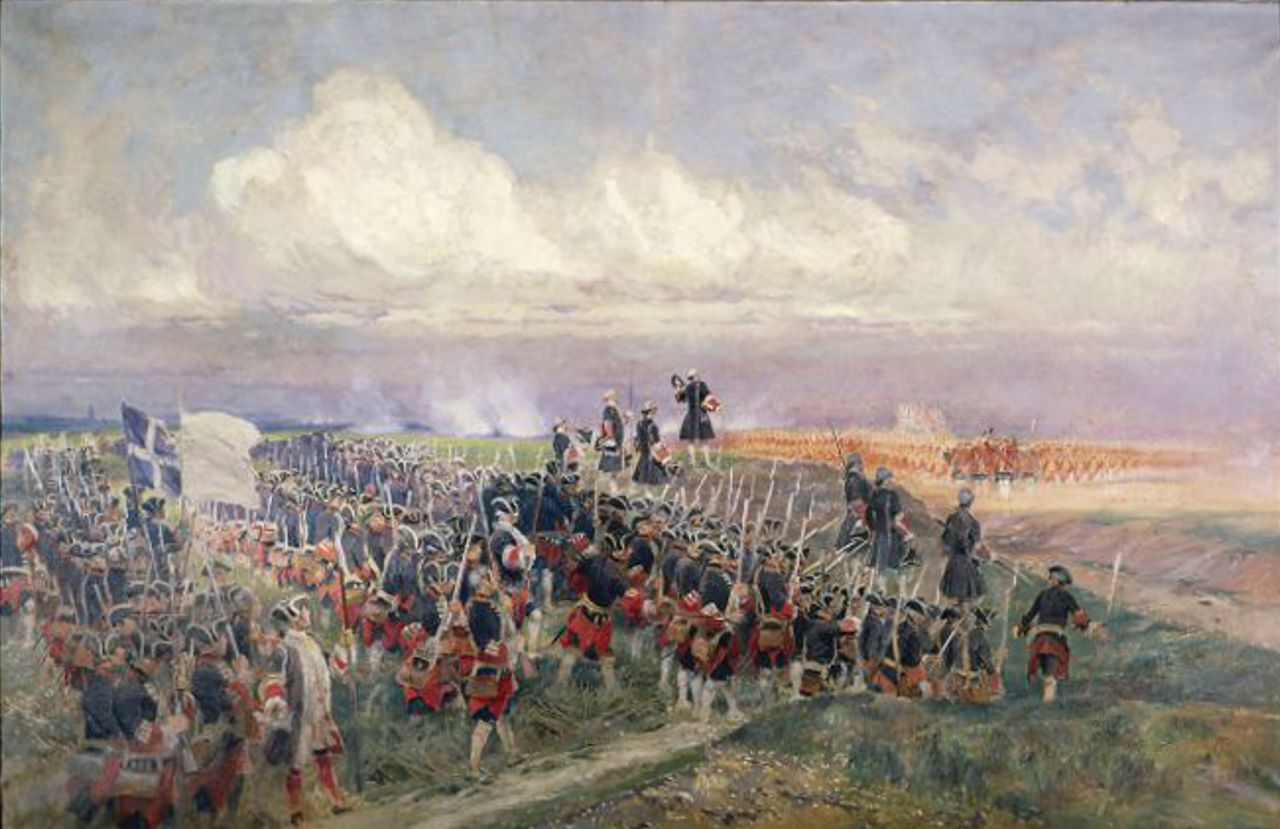
Bataille de Fontenoy, 1745

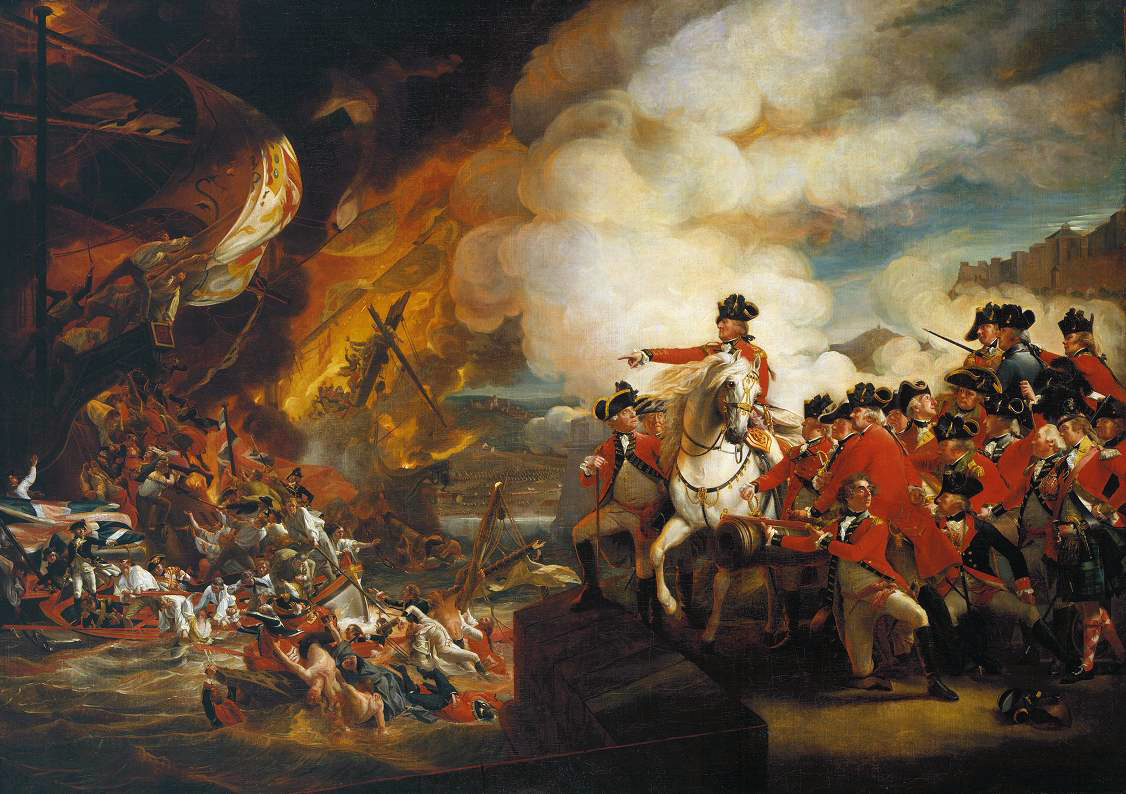
Siège de Gibraltar (1779-1783)

- 1701-1713 Guerre de Succession d'Espagne
- 1703-1711 Guerre d'Indépendance de Rákóczi
- 1712 Batailles de Villmergen
- 1714-1718 Guerre vénéto-austro-ottomane
- 1715-1716 Soulèvement jacobite
- 1718-1720 Guerre de la Quadruple-Alliance
- 1722-1723 Campagne persane de Pierre le Grand
- 1727-1729 Guerre anglo-espagnole
- 1733-1738 Guerre de Succession de Pologne
- 1735-1739 Guerre russo-turque
- 1737-1739 Quatrième guerre austro-turque
- 1740-1748 Guerre de Succession d'Autriche
- 1740-1763 Guerres de Silésie
- 1741-1743 Guerre russo-suédoise
- 1756-1763 Guerre de Sept Ans
- 1763-1864 Guerre russo-circassienne
- 1768-1772 Guerre de la Confédération Bar
- 1768-1774 Guerre russo-turque
- 1770 Bataille d'Aspindza
- 1770 Révolution d'Orloff
- 1774-1775 Guerre des Paysans russes
- 1778-1779 Guerre de Succession de Bavière
- 1784 Guerre de la Marmite
- 1784-1785 Révolution transylvaine de 1784
- 1785 Bataille de la Sounja (en)
- 1787-1792 Guerre russo-turque
- 1788-1790 Guerre russo-suédoise
- 1790 Révolte des paysans saxons (en)
- 1792 Guerre russo-polonaise
- 1792-1802 Guerres de la Révolution française
  - 1792-1797 Première Coalition
    - Campagne de 1792
    - Campagne d'Italie

  - 1793-1796 Guerre de Vendée
  - 1796 et 1798 Expédition d'Irlande
  - 1798 Guerre des Paysans
  - 1798-1800 Quasi guerre
  - 1799-1801 Guerre de la Deuxième Coalition
    - 1798-1800 Campagne d'Égypte
    - 1799-1800 Seconde campagne d'Italie
- 1794 Insurrection de Kościuszko
- 1795 Bataille de Krtsanissi
- 1798 Rébellion irlandaise

## XIXesiècle
- 1803 Rébellion irlandaise de 1803
- 1803-1815 Guerres napoléoniennes
  - 1801 Guerre des Oranges

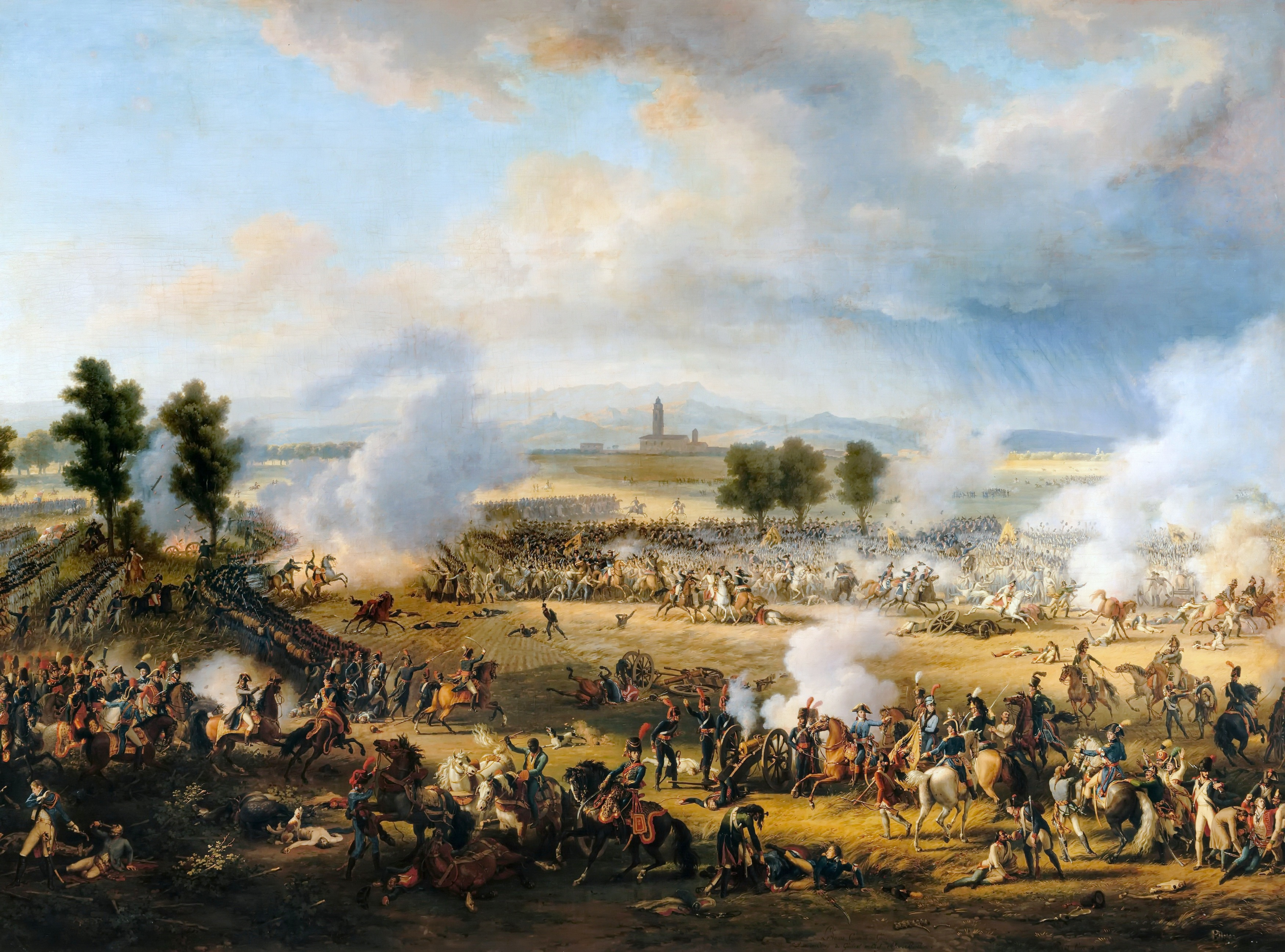
Bataille de Marengo, 1800

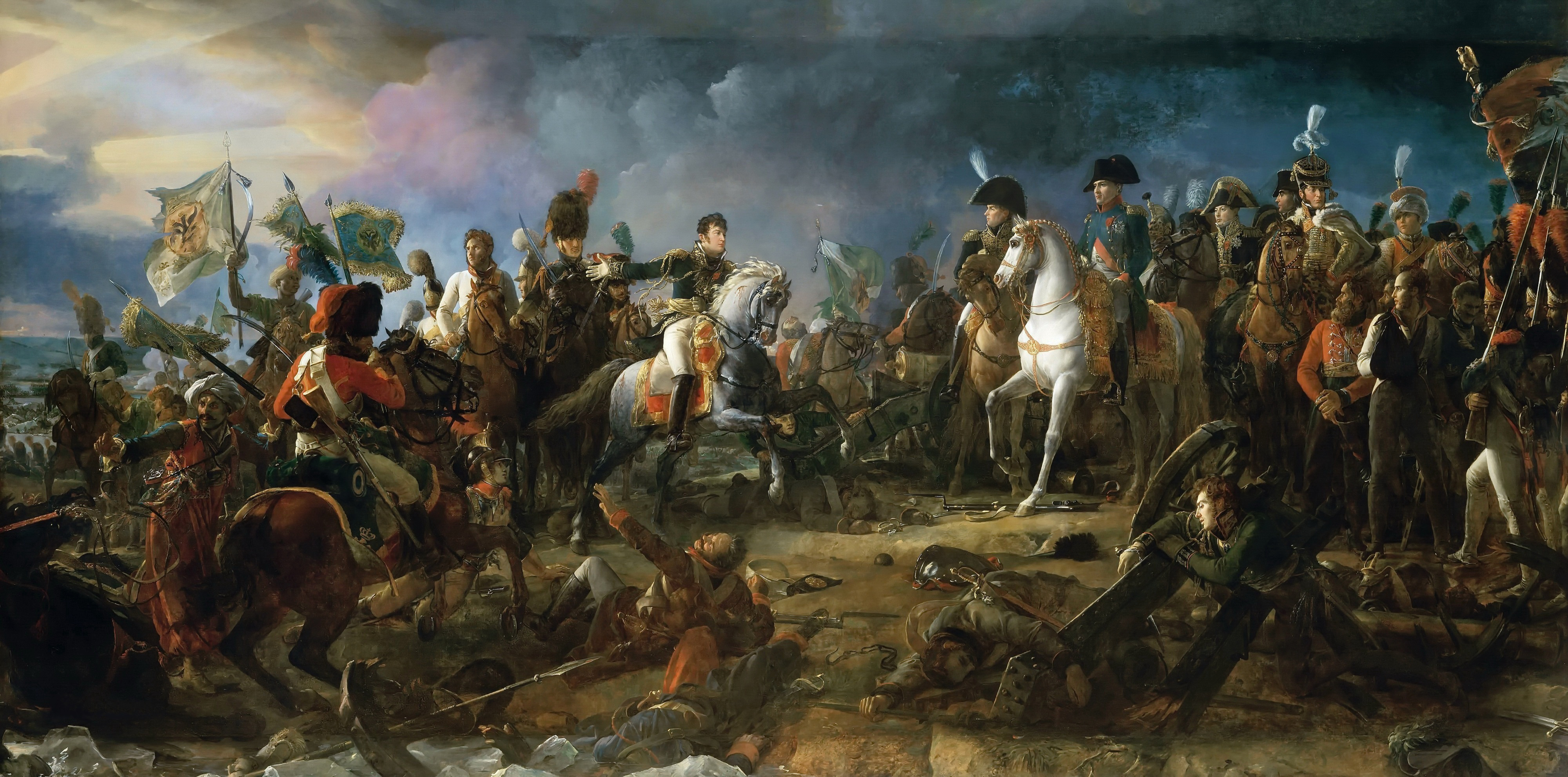
Napoléon à la Bataille d'Austerlitz (1805), de François Pascal Simon, Baron Gérard

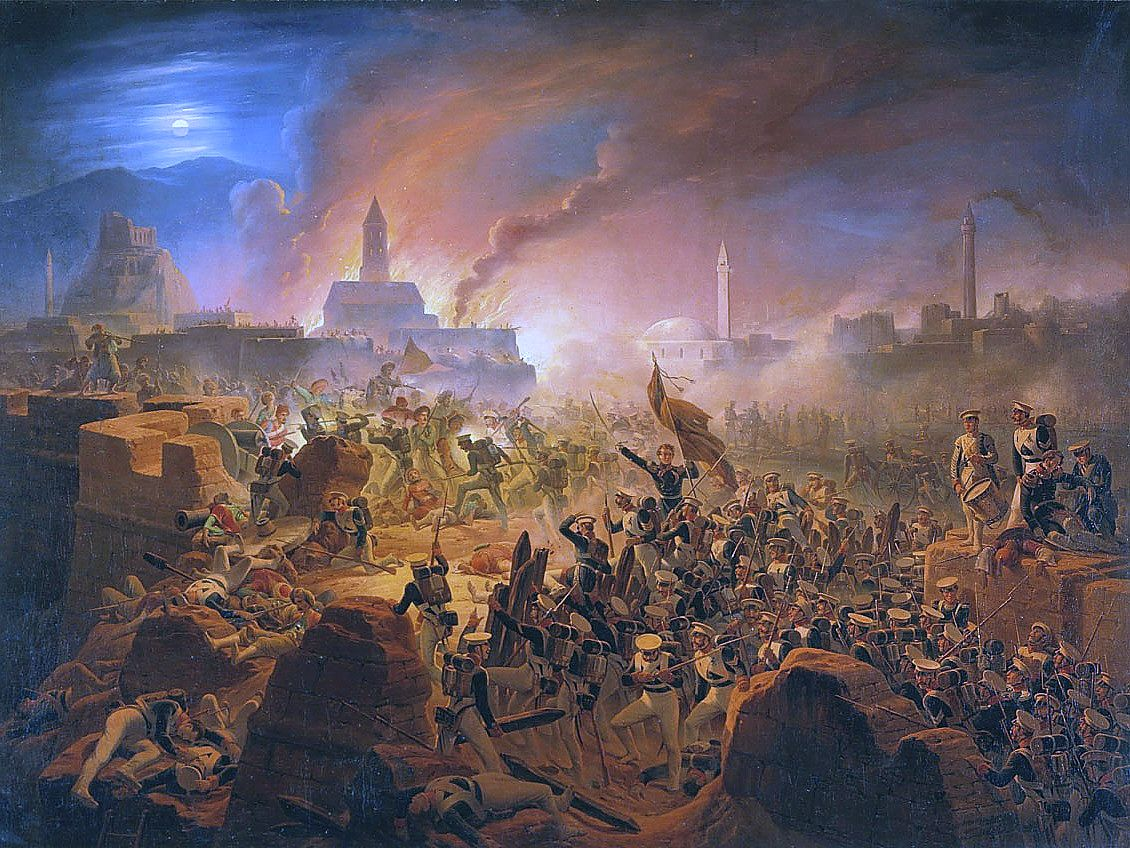
Le Siège d'Akhaltsikhé (1828), de Janvier Suchodolski

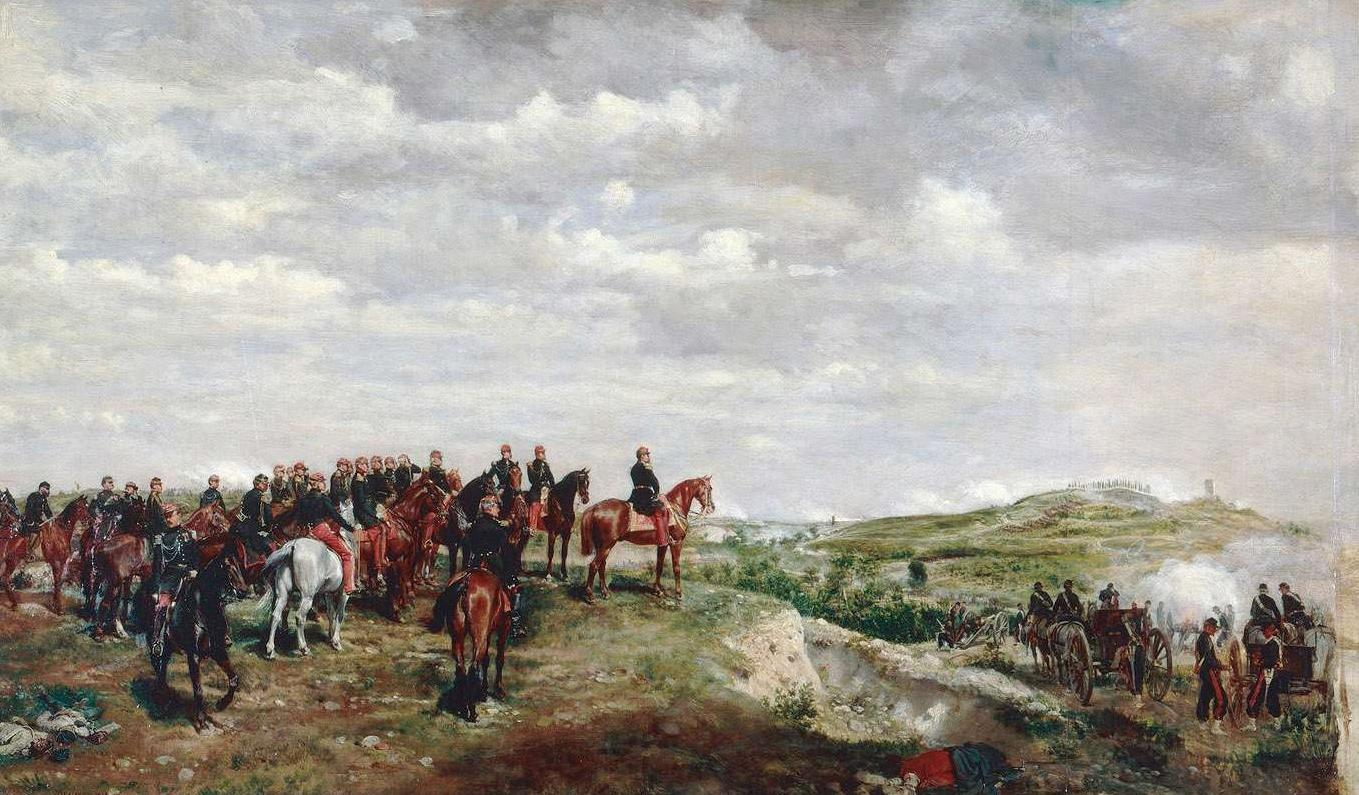
Napoléon III à la Bataille de Solférino (1859), de Jean-Louis-Ernest Meissonier

La bataille navale de Lissa de Carl Frederik Sørensen, 1868

  - 1801-1814 Guerres anglaises (Scandinavie)
  - 1805-1806 Guerre de la Troisième Coalition
  - 1806-1808 Guerre de la Quatrième Coalition
    - 1807-1814 Guerre des canonnières
    - 1808-1813 Campagne d’Espagne

  - 1809 Guerre de la Cinquième Coalition (1809)
  - 1812-1814 Guerre de la Sixième Coalition (1812-1814)
    - 1812 Campagne de Russie (1812)
    - 1814 Campagne de France (1814)

  - 1815 Guerre de la Septième Coalition (1815)
    - 1815 Campagne de Belgique (1815)

  - 1815 Guerre napolitaine
- 1804-1813 Premier soulèvement serbe
- 1804-1813 Guerre russo-persane
- 1806-1812 Guerre russo-turque de 1806-1812
- 1808-1809 Guerre de Finlande
- 1809 Guerre polono-autrichienne (en)
- 1814 Guerre suédo-norvégienne
- 1815-1817 Second soulèvement serbe
- 1817-1864 Conquête russe du Caucase
- 1821-1832 Guerre d'indépendance grecque
- 1821 Révolution de 1821 en Moldavie et Valachie
- 1823 Expédition d'Espagne
- 1826-1828 Guerre russo-persane
- 1829-1872 Guerre des Demoiselles
- 1828-1829 Guerre russo-turque
- 1828-1834 Guerre civile portugaise
- 1830 Campagne des Dix-Jours (suite de la révolution belge)
- 1830-1831 Insurrection polonaise
- 1831 Révolte des Canuts
- 1831-1832 Grand soulèvement de Bosnie (en)
- 1832 Guerre de Vendée et Chouannerie de 1832
- 1832 Insurrection républicaine à Paris en juin 1832
- 1833-1839 Première guerre carliste
- 1833-1839 Révoltes albanaises (en)
- 1843-1844 Révolte albanaise (en)
- 1846 Massacre de Galicie (en)
- 1846-1849 Deuxième guerre carliste
- 1847 Révolte albanaise (en)
- 1847 Guerre du Sonderbund
- 1848 Printemps des peuples
  - Révolution indépendantiste sicilienne
  - Révolution de Mars
  - cinq journées de Milan
  - Révolutions de 1848 dans les États italiens
  - Révolution française en février puis Journées de Juin
  - Révolution allemande
  - Révolution autrichienne
  - Révolution hongroise
  - Révolution roumaine
  - Révolution polonaise de 1848
- 1848-1849 Révolution hongroise
- 1848-1851 Première guerre de Schleswig
- 1848-1849 Première guerre d'indépendance italienne
- 1859 Seconde guerre d'Indépendance italienne
- 1866 Troisième guerre d'Indépendance italienne
- 1853-1856 Guerre de Crimée
- 1854 Révolte épirote
- 1861-1864 Insurrection polonaise
- 1864 Guerre des Duchés
- 1866 Guerre austro-prussienne
- 1866-1869 Révolte crétoise
- 1867 Soulèvement Fenian (en)
- 1870-1871 Guerre de 1870
- 1871 Semaine sanglante
- 1872-1876 Troisième guerre carliste
- 1873-1874 Révolution cantonale
- 1875-1877 Insurrection de la Bosnie-Herzégovine
- 1876-1878 Guerre serbo-turque (1876-1878) (en)
- 1877-1878 Dixième guerre russo-turque
- 1878 Révolte épirote
- 1885-1886 Guerre serbo-bulgare
- 1897 Guerre gréco-turque

## XXesiècle
- 1903 Insurrection d'Ilinden
- 1905 Insurrection de Łódź (en)
- 1905 Révolution russe
- 1907 Révolte des paysans roumains (en)
- 1910-1912 Révoltes albanaises 1910-1912
- 1911-1912 Guerre italo-turque
- 1912-1913 Guerres balkaniques
  - 1912-1913 Première Guerre balkanique
  - 1913 Deuxième Guerre balkanique
- 1914 Révolte paysanne en Albanie (en)
- 1914-1918 Première Guerre mondiale
  - 1914-1917 Guerre russo-turque
  - 1914-1917 Front de l'Est
  - 1914-1918 Front de l'Ouest
  - 1915-1918 Front italien
  - 1915-1918 Expédition de Salonique
- 1916 Insurrection de Pâques 1916
- 1917-1921 Guerre civile russe
  - 1917-1918 Guerre soviéto-turque (dans le cadre de la Guerre civile russe)
  - 1918-1920 Conflit géorgien-ossète
  - 1918-1921 Makhnovchtchina
  - 1918-1922 Intervention alliée pendant la guerre civile russe
    - 1918-1920 Intervention en Russie septentrionale
    - 1918-1922 Intervention en Sibérie

  - 1921 Invasion soviétique de la Géorgie
- 1918 Guerre arméno-géorgienne
- 1918 Guerre civile finlandaise
- 1918-1919 Guerre polono-ukrainienne
- 1918-1919 Insurrection militaire polonaise en Grande-Pologne
- 1918-1920 Guerre d'indépendance de l'Estonie
- 1918-1920 Guerre d'indépendance de la Lettonie
- 1918-1920 Guerres d'indépendance lituaniennes
- 1919 Guerre polono-tchécoslovaque
- 1919 Guerre hongro-roumaine
- 1919 Soulèvement de Noël (en)
- 1919-1923 Guerre d'indépendance turque
  - 1918-1921 Campagne de Cilicie
  - 1919-1922 Campagne grecque de la guerre d'indépendance turque
  - 1920 Guerre civile turque
  - 1920 Guerre arméno-turque
- 1919-1921 Insurrections de Silésie
- 1919-1921 Guerre soviéto-polonaise
- 1919-1922 Guerre d'indépendance irlandaise
- 1920 Guerre polono-lituanienne
- 1920-1921 Guerre russo-polonaise
- 1922-1923 Guerre civile irlandaise
- 1923 Insurrection en Bulgarie
- 1924 Soulèvement géorgien contre l'Union soviétique
- 1934 Révolution asturienne
- 1934 Insurrection de février
- 1936-1937 Révolution sociale espagnole de 1936
- 1936-1939 Guerre civile espagnole
- 1939 Guerre slovaquo-hongroise
- 1939-1945 Seconde Guerre mondiale
  - 1939 Invasion soviétique de la Pologne
  - 1939-1940 Guerre d'Hiver
  - 1939-1945 Front de l'Ouest
  - 1939-1945 Front de l'Est
  - 1940-1941 Guerre italo-grecque
  - 1941-1945 Guerre germano-soviétique
  - 1941-1944 Guerre de Continuation
  - 1944 Soulèvement national slovaque
  - 1944-1945 Guerre de Laponie
- 1944-1956 Guerre de guérilla dans les pays baltes
- 1945-1949 Guerre civile grecque
- 1953 Soulèvement populaire en Allemagne de l'Est
- 1955-1959 Guerre d'indépendance de Chypre
- 1956 Soulèvement de Poznań
- 1956 Insurrection de Budapest
- 1956-1962 Operation Harvest
- 1959-2011 Conflit basque
- 1960-1990 Années de plomb
- 1963-1964 Guerre civile à Chypre
- 1968 Invasion de la Tchécoslovaquie par le Pacte de Varsovie
- 1968-1998 Conflit nord-irlandais
- 1974 Invasion turque de Chypre
- 1988-1994 Guerre du Haut-Karabagh
- 1989 Révolution Roumaine
- 1989-... Conflit géorgien-ossète
- 1991-1993 Guerre civile géorgienne
  - 1991-1992 Première guerre d'Ossétie du Sud
- 1991-1999 Guerres en ex-Yougoslavie
  - 1991 Guerre de Slovénie
  - 1991-1995 Guerre en Croatie
  - 1992-1995 Guerre de Bosnie
  - 1998-1999 Guerre du Kosovo
  - 1999-2001 Conflit de la vallée de Preševo
- 1992 Guerre civile de Moldavie
- 1992 Conflit en Ossétie du Nord
- 1992-1993 Guerre d'Abkhazie
- 1994-1996 Première guerre de Tchétchénie
- 1997 Crise albanaise de 1997
- 1998 Guerre des six jours
- 1999 Invasion du Daguestan
- 1999-2009 Deuxième guerre de Tchétchénie

## XXIesiècle
- 2001 Insurrection albanaise en Macédoine
- 2002-2003 Insurrection dans la vallée du Pankissi
- 2008 Deuxième guerre d'Ossétie du Sud
- 2009-présent Guérilla en Ciscaucasie
- 2014 Révolution ukrainienne
- 2014 Annexion de la Crimée par la Russie
- 2014-2022 Guerre du Donbass
- 2016 Guerre des Quatre Jours (Haut-Karabagh)
- 2020 Guerre de 2020 au Haut-Karabagh
- 2022-présent Invasion russe de l'Ukraine
- 2023 Guerre de 2023 au Haut-Karabagh

## Liste de guerres
- Liste de sièges
- Liste de batailles
- Liste des guerres de la République romaine